# 134-я стрелковая дивизия (2-го формирования)
134-я стрелковая Вердинская ордена Ленина Краснознамённая ордена Суворова дивизия — воинское соединение РККА, принимавшее участие в Великой Отечественной войне.
Условное наименование — войсковая часть полевая почта (в/ч пп) № 62915, 61868.
Сокращённое наименование — 134 сд.

## История формирования
Дивизия начала формироваться сразу в двух городах: 7 декабря 1941 года в городе Шарья, Горьковской области и 12 декабря 1941 года в городе Горький, как 399-я стрелковая дивизия (1-го формирования). Дивизия была сформирована на основании директивы НКО СССР № орг/3211 от 29 ноября 1941 года и директивы ВС МВО № 00109426 от 4 декабря 1941 года, по штатам № 04/750 — 04/764 от 06 декабря 1941 года.
24 декабря 197 командиров и 3 красноармейца выехали из Шарьи в Горький где уже находилось более тысячи бойцов и командиров дивизии. 29 декабря дивизия была передислоцирована в город Солнечногорск Московской области где 1 января началось её пополнение рядовым составом. 3 января 1942 года приказом Заместителя Наркома обороны армейского комиссара Щаденко 399-я дивизия переименована в 134-ю стрелковую дивизию. К 20 января дивизия была укомплектована личным составом и до 15 февраля 1942 года проводила занятия по боевой подготовке личного состава. По возрастному составу дивизия была укомплектована: до 30 лет — 40 %, от 30 до 40 лет — 51 %, старше 40 лет — 9 %, около 60 % всего личного состава дивизии составили рабочие, колхозники и интеллигенция Горьковской области. 8 февраля 1942 года, в здании дома культуры армии города Солнечногорска прошло принятие присяги воинами дивизии.
3 октября 1942 года дивизия перешла на штаты № о4/300 — 04/314 от 28 июля 1942 года.
28 апреля 1943 года дивизия перешла на штаты № 04/550 — 04/562 10 декабря 1942 года.

## Участие в боевых действиях

Генерал-майор В. Ф. Стенин (первый слева) на совещании с командным составом 134-й стрелковой дивизии. 10 мая 1945 года

Период вхождения в действующую армию: 14 февраля 1942 года — 28 марта 1944 года, 16 апреля 1944 года — 9 мая 1945 года.
15 февраля 1942 года дивизия начала погрузку на железнодорожной станции города Солнечногорск и 11 эшелонами отправилась в распоряжение Калининского фронта. После разгрузки на станциях Горовастица, Чёрный Дор, Пено, Торопец дивизия совершила марш и 1 апреля заняла полосу обороны: Селище, Новосёлки, Городно, Хомичи, Гарь Хлиповка, Зазерье. В ночь на 3 апреля части дивизии перешли в наступление и в результате боёв заняли Остров и Чёрный ручей. 7 и 8 апреля пехота противника при поддержке танков и авиации атаковала части дивизии и вынудила их отойти из занятых населённых пунктов. До конца апреля дивизия вела бои с переменным успехом за овладение Чёрным ручьём.
9 июня 1945 года, на основании директивы Ставки Верховного Главнокомандования № 11095 от 29 мая 1945 года и приказов: 1-го Белорусского фронта № 0022 от 31 мая 1945 года и 69-й армии № 00237 от 8 июня 1945 года, дивизия начала расформирование. 134-я стрелковая Вердинская ордена Ленина Краснознамённая ордена Суворова дивизия была расформирована 21 июня 1945 года, её личный состав был направлен на доукомплектование 266-й стрелковой дивизии 5-й Ударной армии группы советских войск в Германии.

## Состав
- 515-й стрелковый полк
- 629-й стрелковый полк
- 738-й стрелковый полк
- 410-й артиллерийский полк
- 235-й отдельный истребительно-противотанковый дивизион
- 91-й отдельный миномётный дивизион (до 10.10.1942)
- 156-я разведывательная рота
- 249-й отдельный сапёрный батальон
- 229-й отдельный батальон связи (595-я отдельная рота связи)
- 435-й (235-й) медико-санитарный батальон
- 491-я отдельная рота химзащиты
- 103-я автотранспортная рота[5]
- 98-я отдельная зенитная батарея
- 408-й полевой автохлебозавод
- 870-й дивизионный ветеринарный лазарет
- 1712-я полевая почтовая станция
- 1053-я полевая касса Госбанка[4]

## Подчинение
| Подчинение     | Подчинение               | Подчинение        | Подчинение             | Подчинение |
| На дату        | Фронт                    | Армия             | Корпус                 |            |
| -------------- | ------------------------ | ----------------- | ---------------------- | ---------- |
| 1.01.1942 года | Московский военный округ | -                 | -                      |            |
| 1.02.1942 года | Московский военный округ | -                 | -                      |            |
| 1.03.1942 года | Калининский фронт        | Резерв фронта     | -                      |            |
| 1.04.1942 года | Калининский фронт        | 4-я ударная армия | -                      |            |
| 1.05.1942 года | Калининский фронт        | Резерв фронта     | -                      |            |
| 1.06.1942 года | Калининский фронт        | 41-я армия        | -                      |            |
| 1.07.1942 года | Калининский фронт        | 41-я армия        | -                      |            |
| 1.08.1942 года | Калининский фронт        | 41-я армия        | -                      |            |
| 1.09.1942 года | Калининский фронт        | 41-я армия        | -                      |            |
| 1.10.1942 года | Калининский фронт        | 41-я армия        | -                      |            |
| 1.11.1942 года | Калининский фронт        | 22-я армия        | -                      |            |
| 1.12.1942 года | Калининский фронт        | 41-я армия        | -                      |            |
| 1.01.1943 года | Калининский фронт        | 41-я армия        | -                      |            |
| 1.02.1943 года | Калининский фронт        | 41-я армия        | -                      |            |
| 1.03.1943 года | Калининский фронт        | 41-я армия        | -                      |            |
| 1.04.1943 года | Калининский фронт        | 39-я армия        | -                      |            |
| 1.05.1943 года | Калининский фронт        | 39-я армия        | -                      |            |
| 1.06.1943 года | Калининский фронт        | 39-я армия        | -                      |            |
| 1.07.1943 года | Калининский фронт        | 39-я армия        | -                      |            |
| 1.08.1943 года | Калининский фронт        | 39-я армия        | 84-й стрелковый корпус |            |
| 1.09.1943 года | Калининский фронт        | 39-я армия        | 84-й стрелковый корпус |            |
| 1.10.1943 года | Калининский фронт        | 39-я армия        | 84-й стрелковый корпус |            |
| 1.11.1943 года | 1-й Прибалтийский фронт  | 39-я армия        | 84-й стрелковый корпус |            |
| 1.12.1943 года | 1-й Прибалтийский фронт  | 39-я армия        | 84-й стрелковый корпус |            |
| 1.01.1944 года | 1-й Прибалтийский фронт  | 39-я армия        | 84-й стрелковый корпус |            |
| 1.02.1944 года | Западный фронт           | 39-я армия        | 84-й стрелковый корпус |            |
| 1.03.1944 года | Западный фронт           | 39-я армия        | 84-й стрелковый корпус |            |
| 1.04.1944 года | Резерв ставки ВГК        | 69-я армия        | -                      |            |
| 1.05.1944 года | 1-й Белорусский фронт    | 69-я армия        | 61-й стрелковый корпус |            |
| 1.06.1944 года | 1-й Белорусский фронт    | 69-я армия        | 61-й стрелковый корпус |            |
| 1.07.1944 года | 1-й Белорусский фронт    | 69-я армия        | 61-й стрелковый корпус |            |
| 1.08.1944 года | 1-й Белорусский фронт    | 69-я армия        | 61-й стрелковый корпус |            |
| 1.09.1944 года | 1-й Белорусский фронт    | 69-я армия        | 61-й стрелковый корпус |            |
| 1.10.1944 года | 1-й Белорусский фронт    | 69-я армия        | 61-й стрелковый корпус |            |
| 1.11.1944 года | 1-й Белорусский фронт    | 69-я армия        | 61-й стрелковый корпус |            |
| 1.12.1944 года | 1-й Белорусский фронт    | 69-я армия        | 61-й стрелковый корпус |            |
| 1.01.1945 года | 1-й Белорусский фронт    | 69-я армия        | 61-й стрелковый корпус |            |
| 1.02.1945 года | 1-й Белорусский фронт    | 69-я армия        | 61-й стрелковый корпус |            |
| 1.03.1945 года | 1-й Белорусский фронт    | 69-я армия        | 61-й стрелковый корпус |            |
| 1.04.1945 года | 1-й Белорусский фронт    | 69-я армия        | 61-й стрелковый корпус |            |
| 1.05.1945 года | 1-й Белорусский фронт    | 69-я армия        | 61-й стрелковый корпус |            |

## Отличившиеся воины дивизии
30 воинов дивизии были удостоены звания Героя Советского Союза, а 25 стали полными кавалерами ордена Славы:
|  | Бабаев Александр Иванович       | командир дивизиона 410-го артиллерийского полка                                              | Майор артиллерии Красной Армии             | 31.05.1945                       | |
|  | Белевич Фёдор Николаевич        | наводчик станкового пулемёта 1-й пулемётной роты 738-го стрелкового полка                    | Красноармеец                               | 31.05.1945                       | |
|  | Благов Василий Иванович         | командир отделения 249-го отдельного сапёрного батальона                                     | Сержант                                    | 27.02.1945                       | |
|  | Буцкий Иосиф Иванович           | командир 2-го стрелкового батальона 515-го стрелкового полка                                 | Майор Красной Армии                        | 24.03.1945                       | |
|  | Гусев Дмитрий Сергеевич         | командир взвода пулемётной роты 2-го батальона 629-го стрелкового полка                      | Младший лейтенант Красной Армии            | 24.03.1945                       | |
|  | Дьяченко Иван Корнеевич         | командир огневого взвода батареи 120-мм миномётов 738-го стрелкового полка                   | Старший лейтенант артиллерии Красной Армии | 27.02.1945                       | |
|  | Естимесов Саптар                | командир отделения 2-й пулемётной роты 515-го стрелкового полка                              | Сержант                                    | 04.06.1944                       | в сентябре 1944 года пропал без вести |
|  | Жеребилов Дмитрий Абрамович     | командир взвода пешей разведки 738-го стрелкового полка                                      |                                            | 27.02.1945                       | |
|  | Запорожченко Дмитрий Павлович   | командир орудия батареи 76-мм пушек 629-го стрелкового полка                                 | Сержант                                    | 24.03.1945                       | |
|  | Ивков Александр Васильевич      | снайпер 2-й стрелковой роты 629-го стрелкового полка                                         |                                            | 24.03.1945                       | |
|  | Камагин Александр Иванович      | командир взвода инженерной разведки 249-го отдельного сапёрного батальона                    | Сержант                                    | 27.02.1945                       | |
|  | Карпов Владимир Васильевич      | командир взвода пешей разведки 629-го стрелкового полка                                      | Лейтенант Красной Армии                    | 04.06.1944                       | |
|  | Коржавин Фёдор Иванович         | телефонист управления 3-го дивизиона 410-го артиллерийского полка                            | Старший сержант                            | 21.02.1945                       | |
|  | Кортунов Алексей Кириллович     | командир 629-го стрелкового полка                                                            | Полковник Красной Армии                    | 24.03.1945                       | |
|  | Кравцов Григорий Михайлович     | оперуполномоченный отдела контрразведки «Смерш»                                              | Лейтенант Красной Армии                    | 06.04.1945                       | убит прямым попаданием снаряда 14 января 1945 года в бою у населённого пункта Коханув (западнее города Пулавы, Польша)                                               |
|  | Кузьмин Иван Антонович          | заместитель командира стрелкового батальона 738-го стрелкового полка                         | Майор Красной Армии                        | 27.02.1945                       | |
|  | Марцинкевич Владимир Николаевич | командир дивизии                                                                             | Генерал-майор Красной Армии                | 06.04.1945                       | погиб 30 июля 1944 года, похоронен в Луцке в братской могиле |
|  | Мирун Василий Фёдорович         | командир 249-го отдельного сапёрного батальона                                               | гвардии                                    | 24.03.1945                       | |
|  | Романов Егор Дмитриевич         | командир пулемётного расчёта 738-го стрелкового полка                                        | Старший сержант                            | 31.05.1945                       | |
|  | Семеняко Павел Иванович         | командир 5-й стрелковой роты 629-го стрелкового полка                                        | Капитан Красной Армии                      | 24.03.1945                       | |
|  | Сорокин Фёдор Алексеевич        | командир 1-го батальона 738-го стрелкового полка                                             | Майор Красной Армии                        | 27.02.1945                       | |
|  | Стенин Владимир Филиппович      | командир дивизии                                                                             | гвардии                                    | 06.04.1945                       | |
|  | Сухоручкин Пётр Николаевич      | командир 2-го стрелкового батальона 738-го стрелкового полка                                 | Майор Красной Армии                        | 27.02.1945                       | |
|  | Тебекин Павел Дорофеевич        | командир 1-го стрелкового батальона 629-го стрелкового полка                                 | Майор Красной Армии                        | 24.03.1945                       | |
|  | Фесенко Алексей Гордеевич       | сапёр 249-го отдельного сапёрного батальона                                                  | Красноармеец                               | 24.03.1945                       | |
|  | Фёдоров Алексей Захарович       | командир 738-го стрелкового полка                                                            | гвардии                                    | 27.02.1945                       | |
|  | Чудинов Степан Васильевич       | командир 1-й миномётной роты 738-го стрелкового полка                                        | Капитан Красной Армии                      | 27.02.1945                       | |
|  | Шаронов Борис Григорьевич       | командир отделения 3-й стрелковой роты 738-го стрелкового полка                              | Старший сержант                            | 24.03.1945                       | |
|  | Шикунов Павел Егорович          | снайпер ячейки управления 2-го стрелкового батальона 515-го стрелкового полка                | Сержант                                    | 24.03.1945                       | |
|  | Ященко Иван Григорьевич         | командир взвода автоматчиков 1-й стрелковой роты 738-го стрелкового полка                    | гвардии                                    | 24.03.1945                       | |
|  | Брунчуков Степан Васильевич     | командир отделения сапёрного взвода 629-го стрелкового полка                                 | Старший сержант                            | 20.03.1944 05.07.1944 24.03.1945 | |
|  | Будин Иван Алексеевич           | командир отделения 156-й отдельной разведывательной роты                                     | Старший сержант                            | 10.08.1944 30.04.1945 24.12.1971 | 13 мая 1945 года повторно награждён орденом Славы II степени, указом Президиума Верховного Совета СССР от 24 декабря 1971 года перенагражден орденом Славы I степени |
|  | Заббаров Каюм Закирович         | командир орудия батареи 76-мм пушек 629-го стрелкового полка                                 | Сержант                                    | 06.05.1944 06.03.1945 15.05.1946 | |
|  | Зайцев Александр Павлович       | командир орудия батареи 45-мм пушек 738-го стрелкового полка                                 | Младший сержант                            | 22.08.1944 17.02.1945 15.05.1946 | |
|  | Зайцев Иван Григорьевич         | снайпер 2-й стрелковой роты 515-го стрелкового полка                                         | Сержант                                    | 05.10.1944 13.02.1945 15.05.1946 | |
|  | Ивашенков Алексей Петрович      | снайпер 3-й стрелковой роты 515-го стрелкового полка                                         | Красноармеец                               | 21.09.1944 21.02.1945 15.05.1946 | |
|  | Колесников Фёдор Васильевич     | командир орудия 3-й батареи 410-го артиллерийского полка                                     | Старший сержант                            | 23.02.1944 24.02.1945 15.05.1946 | |
|  | Кравцов Пётр Васильевич         | снайпер 3-й стрелковой роты 515-го стрелкового полка                                         |                                            | 09.02.1945 09.03.1945 15.05.1946 | |
|  | Кружняков Иван Маркович         | командир отделения сапёрного взвода 629-го стрелкового полка                                 | Сержант                                    | 13.03.1944 05.07.1944 24.03.1945 | |
|  | Куркевич Карл Станиславович     | автоматчик роты автоматчиков 515-го стрелкового полка                                        | Красноармеец                               | 20.02.1945 09.03.1945 15.05.1946 | |
|  | Мальченко Иван Сафронович       | командир орудийного расчёта 515-го стрелкового полка                                         | Сержант                                    | 29.01.1945 02.04.1945 15.05.1946 | |
|  | Меремьянин Николай Сергеевич    | стрелок 2-й стрелковой роты 515-го стрелкового полка                                         | Красноармеец                               | 18.08.1944 13.02.1945 15.05.1946 | |
|  | Мусоев Абдулло                  | снайпер 2-й стрелковой роты 515-го стрелкового полка                                         | Ефрейтор                                   | 05.10.1944 20.03.1945 15.05.1946 | |
|  | Нижегородцев Тимофей Леонтьевич | стрелок 3-й стрелковой роты 629-го стрелкового полка                                         | Ефрейтор                                   | 17.08.1944 15.04.1945 15.05.1946 | 21 апреля 1945 года был тяжело ранен, эвакуирован в госпиталь, где и умер, место захоронения неизвестно                                                              |
|  | Нищев Иосиф Ильич               | снайпер 2-й стрелковой роты 515-го стрелкового полка                                         | Сержант                                    | 27.07.1944 07.04.1945 15.05.1946 | |
|  | Осипов Андрей Никанорович       | командир взвода связи управления 2-го артиллерийского дивизиона 410-го артиллерийского полка | Старший сержант                            | 20.03.1944 24.02.1945 15.05.1946 | |
|  | Петров Алексей Ильич            | наводчик орудия батареи 45-мм пушек 738-го стрелкового полка                                 | Младший сержант                            | 19.08.1944 17.02.1945 15.05.1946 | |
|  | Пивень Демьян Арсентьевич       | снайпер 4-й стрелковой роты 515-го стрелкового полка                                         | Сержант                                    | 08.11.1944 13.02.1945 15.05.1946 | |
|  | Поноркин Алексей Александрович  | командир орудия батареи 76-мм пушек 629-го стрелкового полка                                 | Старший сержант                            | 06.05.1944 08.10.1944 31.05.1945 | |
|  | Пупов Егор Яковлевич            | командир отделения 3-й стрелковой роты 515-го стрелкового полка                              | Старший сержант                            | 09.08.1944 26.10.1944 31.05.1945 | 16 мая 1945 года скончался в полевом эвакуационном госпитале от полученных в бою ран                                                                                 |
|  | Савутин Пётр Матвеевич          | помощник командира взвода 1-й стрелковой роты 738-го стрелкового полка                       | Старший сержант                            | 22.08.1944 21.02.1945 15.05.1946 | |
|  | Семыкин Илья Афанасьевич        | командир отделения 1-й стрелковой роты 515-го стрелкового полка                              | Сержант                                    | 14.08.1944 13.02.1945 15.05.1946 | |
|  | Тимушев Андрей Антонович        | помощник командира взвода 1-го стрелкового батальона 515-го стрелкового полка                | Старший сержант                            | 15.09.1944 21.02.1945 31.05.1945 | |
|  | Чуев Гавриил Васильевич         | командир отделения 3-й стрелковой роты 629-го стрелкового полка                              | Старший сержант                            | 15.10.1944 07.04.1945 15.05.1946 | |
|  | Ямпольский Иван Васильевич      | снайпер 1-й стрелковой роты 515-го стрелкового полка                                         |                                            | 24.01.1945 18.03.1945 15.05.1946 | |

## Награды и почётные наименования
| Награда (наименование)             | Кем награждена и дата награждения                                           | За что награждена |
| ---------------------------------- | --------------------------------------------------------------------------- | --- |
| Почётное наименование «Вердинская» | присвоено приказом Верховного главнокомандующего от 19 сентября 1943 года   | в ознаменование одержанной победы и отличия в боях при прорыве сильно укреплённой оборонительной полосы немцев и за освобождение городов Духовщина и Ярцево              |
| орден Ленина                       | награждена указом Президиума Верховного Совета СССР от 28 мая 1945 года     | за образцовое выполнение заданий командования в боях при прорыве обороны немцев и наступлении на Берлин и проявленные при этом доблесть и мужество                       |
| орден Красного Знамени             | награждена указом Президиума Верховного Совета СССР от 9 августа 1944 года  | за образцовое выполнение боевых заданий командования в боях с немецкими захватчиками, за овладение городом Хелм (Холм) и проявленные при этом доблесть и мужество        |
| орден Суворова II степени          | награждена указом Президиума Верховного Совета СССР от 19 февраля 1945 года | за образцовое выполнение боевых заданий командования в боях с немецкими захватчиками при прорыве обороны немцев южнее Варшавы и проявленные при этом доблесть и мужество |

Также были удостоены наград и почётных наименований входящие в состав дивизии части:
| 515-й стрелковый Бранденбургский Краснознамённый полк | 515-й стрелковый Бранденбургский Краснознамённый полк            | 515-й стрелковый Бранденбургский Краснознамённый полк |
| ----------------------------------------------------- | ---------------------------------------------------------------- | --- |
| Почётное наименование «Бранденбургский»               | Приказ Верховного главнокомандующего № 058 от 5 апреля 1945 года | за отличия в боях при вторжении в пределы Бранденбургской провинции |
| Орден Красного Знамени                                | Указ Президиума Верховного Совета СССР от 11 июня 1945 года      | за образцовое выполнение заданий командования в боях с немецкими захватчиками при ликвидации группы немецких войск, окружённой юго-восточнее Берлина и проявленные при этом доблесть и мужество |

| 629-й стрелковый Краснознамённый ордена Суворова полк | 629-й стрелковый Краснознамённый ордена Суворова полк        | 629-й стрелковый Краснознамённый ордена Суворова полк |
| ----------------------------------------------------- | ------------------------------------------------------------ | --- |
| Орден Красного Знамени                                | Указ Президиума Верховного Совета СССР от 11 июня 1945 года  | за образцовое выполнение заданий командования в боях с немецкими захватчиками при ликвидации группы немецких войск, окружённой юго-восточнее Берлина и проявленные при этом доблесть и мужество |
| Орден Суворова III степени                            | Указ Президиума Верховного Совета СССР от 5 апреля 1945 года | за образцовое выполнение заданий командования в боях с немецкими захватчиками при вторжении в пределы Бранденбургской провинции и проявленные при этом доблесть и мужество                      |

| 738-й стрелковый дважды Краснознамённый, ордена Суворова полк | 738-й стрелковый дважды Краснознамённый, ордена Суворова полк | 738-й стрелковый дважды Краснознамённый, ордена Суворова полк |
| ------------------------------------------------------------- | ------------------------------------------------------------- | --- |
| Орден Красного Знамени                                        | Указ Президиума Верховного Совета СССР от 9 августа 1944 года | за образцовое выполнение заданий командования в боях с немецкими захватчиками, за овладение городом Хелм (Холм) и проявленные при этом доблесть и мужество                                      |
| Орден Красного Знамени                                        | Указ Президиума Верховного Совета СССР от 5 апреля 1945 года  | за образцовое выполнение заданий командования в боях с немецкими захватчиками при вторжении в пределы Бранденбургской провинции и проявленные при этом доблесть и мужество                      |
| Орден Суворова III степени                                    | Указ Президиума Верховного Совета СССР от 11 июня 1945 года   | за образцовое выполнение заданий командования в боях с немецкими захватчиками при ликвидации группы немецких войск, окружённой юго-восточнее Берлина и проявленные при этом доблесть и мужество |

| 410-й артиллерийский Бранденбургский ордена Кутузова полк | 410-й артиллерийский Бранденбургский ордена Кутузова полк        | 410-й артиллерийский Бранденбургский ордена Кутузова полк |
| --------------------------------------------------------- | ---------------------------------------------------------------- | --- |
| Почётное наименование «Бранденбургский»                   | Приказ Верховного главнокомандующего № 058 от 5 апреля 1945 года | за отличия в боях при вторжении в пределы Бранденбургской провинции |
| Орден Кутузова III степени                                | Указ Президиума Верховного Совета СССР от 11 июня 1945 года      | за образцовое выполнение заданий командования в боях с немецкими захватчиками при ликвидации группы немецких войск, окружённой юго-восточнее Берлина и проявленные при этом доблесть и мужество |

| 235-й отдельный истребительно-противотанковый Краснознамённый, ордена Богдана Хмельницкого дивизион | 235-й отдельный истребительно-противотанковый Краснознамённый, ордена Богдана Хмельницкого дивизион | 235-й отдельный истребительно-противотанковый Краснознамённый, ордена Богдана Хмельницкого дивизион                                                                                             |
| --------------------------------------------------------------------------------------------------- | --------------------------------------------------------------------------------------------------- | --- |
| Орден Красного Знамени                                                                              | Указ Президиума Верховного Совета СССР от 5 апреля 1945 года                                        | за образцовое выполнение заданий командования в боях с немецкими захватчиками при вторжении в пределы Бранденбургской провинции и проявленные при этом доблесть и мужество                      |
| Орден Богдана Хмельницкого III степени                                                              | Указ Президиума Верховного Совета СССР от 11 июня 1945 года                                         | за образцовое выполнение заданий командования в боях с немецкими захватчиками при ликвидации группы немецких войск, окружённой юго-восточнее Берлина и проявленные при этом доблесть и мужество |

| 249-й отдельный сапёрный ордена Красной Звезды батальон | 249-й отдельный сапёрный ордена Красной Звезды батальон     | 249-й отдельный сапёрный ордена Красной Звезды батальон |
| ------------------------------------------------------- | ----------------------------------------------------------- | --- |
| Орден Красной Звезды                                    | Указ Президиума Верховного Совета СССР от 11 июня 1945 года | за образцовое выполнение заданий командования в боях с немецкими захватчиками при ликвидации группы немецких войск, окружённой юго-восточнее Берлина и проявленные при этом доблесть и мужество |

## Командование дивизии

### Командиры дивизии
- Соловьёв, Павел Николаевич (12.12.1941 — 15.01.1942), полковник;
- Далматов, Василий Никитич (16.01.1942 — 08.05.1942), генерал-майор;
- Квашнин, Александр Петрович (09.05.1942 — 24.12.1942), полковник;
- Добровольский, Ерофей Владимирович (26.12.1942 — 28.09.1943), генерал-майор;
- Черниченко, Семён Семёнович (29.09.1943 — 23.12.1943), полковник;
- Яковленко, Севастьян Яковлевич (24.12.1943 — 09.02.1944), полковник;
- Бирстейн, Евгений Яковлевич (11.02.1944 — 16.04.1944), полковник;
- Груздев, Дмитрий Васильевич (17.04.1944 — 23.04.1944), полковник (ВРИД);
- Марцинкевич, Владимир Николаевич (24.04.1944 — 30.07.1944), генерал-майор (погиб);
- Бойцов, Александр Герасимович (31.07.1944 — 30.12.1944), полковник;
- Стенин, Владимир Филиппович (31.12.1944 — 21.06.1945), генерал-майор[15][16]

### Заместители командира дивизии по строевой части
- Черниченко Семён Семёнович (20.07.1943 — 29.09.1943), полковник;
- Бондаренко Даниил Семёнович (12.1944 — 26.01.1945), полковник (тяжело ранен);
- Завьялов Григорий Георгиевич (02.1945 — 21.06.1945), полковник

### Военные комиссары (с 9.10.1942 заместители командира дивизии по политической части)
- Мовшев Григорий Сергеевич (12.12.1941 — 24.03.1943), полковой комиссар, полковник;
- Морозов Анисим Данилович (24.03.1943 — 16.06.1943), майор;
- Малышев Тимофей Афанасьевич (16.06.1943 — 01.03.1944), подполковник, с 5.12.1943 полковник;
- Луговов Михаил Тимофеевич (01.03.1944 — 15.07.1945), полковник[17]

### Начальники штаба дивизии
- Сергеенков Василий Данилович (12.12.1941 — 05.1942), полковник;
- Груздев, Дмитрий Васильевич (05.1942 — 21.06.1945), подполковник, полковник

## Известные люди, служившие в дивизии
- Кабаидзе, Владимир Павлович, Герой Социалистического Труда, лауреат Государственной премии СССР, генеральный директор Ивановского станкостроительного объединения имени 50-летия СССР. Служил в должности командира взвода связи 629-го стрелкового полка.
- Карпов, Владимир Васильевич — российский и советский писатель, публицист и общественный деятель. Автор романов, повестей, рассказов и исследований о Великой Отечественной войне. Герой Советского Союза (1944). Лауреат Государственной премии СССР (1986).
- Кортунов, Алексей Кириллович — Министр газовой промышленности СССР (1965—1972 гг.), Министр строительства предприятий нефтяной и газовой промышленности СССР (1972—1973 гг.). Герой Советского Союза (1945). Служил в должности командира 629-го стрелкового полка.